# Sydney Central Business District

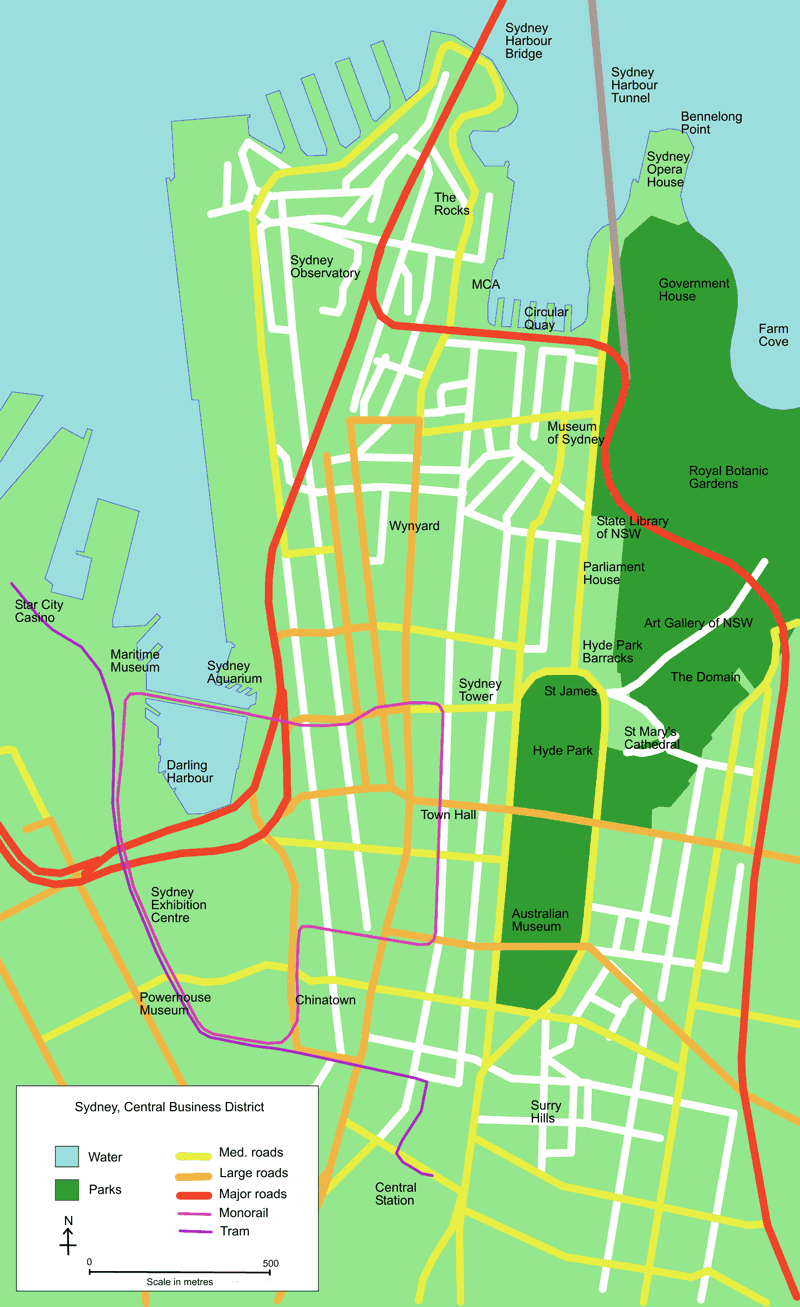
Kaart van het CBD

Het Central Business District van Sydney (afgekort: CBD) is het belangrijkste commerciële centrum van Sydney, de hoofdstad van New South Wales, Australië. Het is het grootste en drukste Central Business District van Australië. Het gebied ligt aan Port Jackson.
De CBD wordt bestuurd door de lokale overheid van de stad Sydney.

## Geografie
Het gebied van het CBD bestaat uit wolkenkrabbers en andere gebouwen die gescheiden zijn van elkaar door parken zoals het Wynyard Park en het Hyde Park. Ook het Sydney Opera House ligt in het CBD.

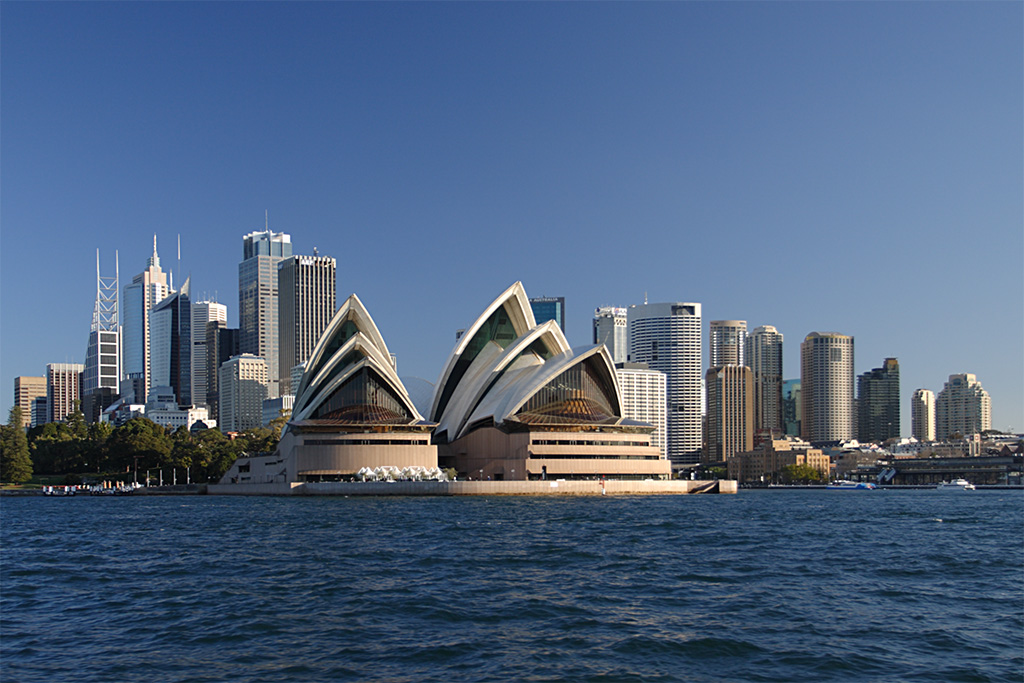